# Molcajete

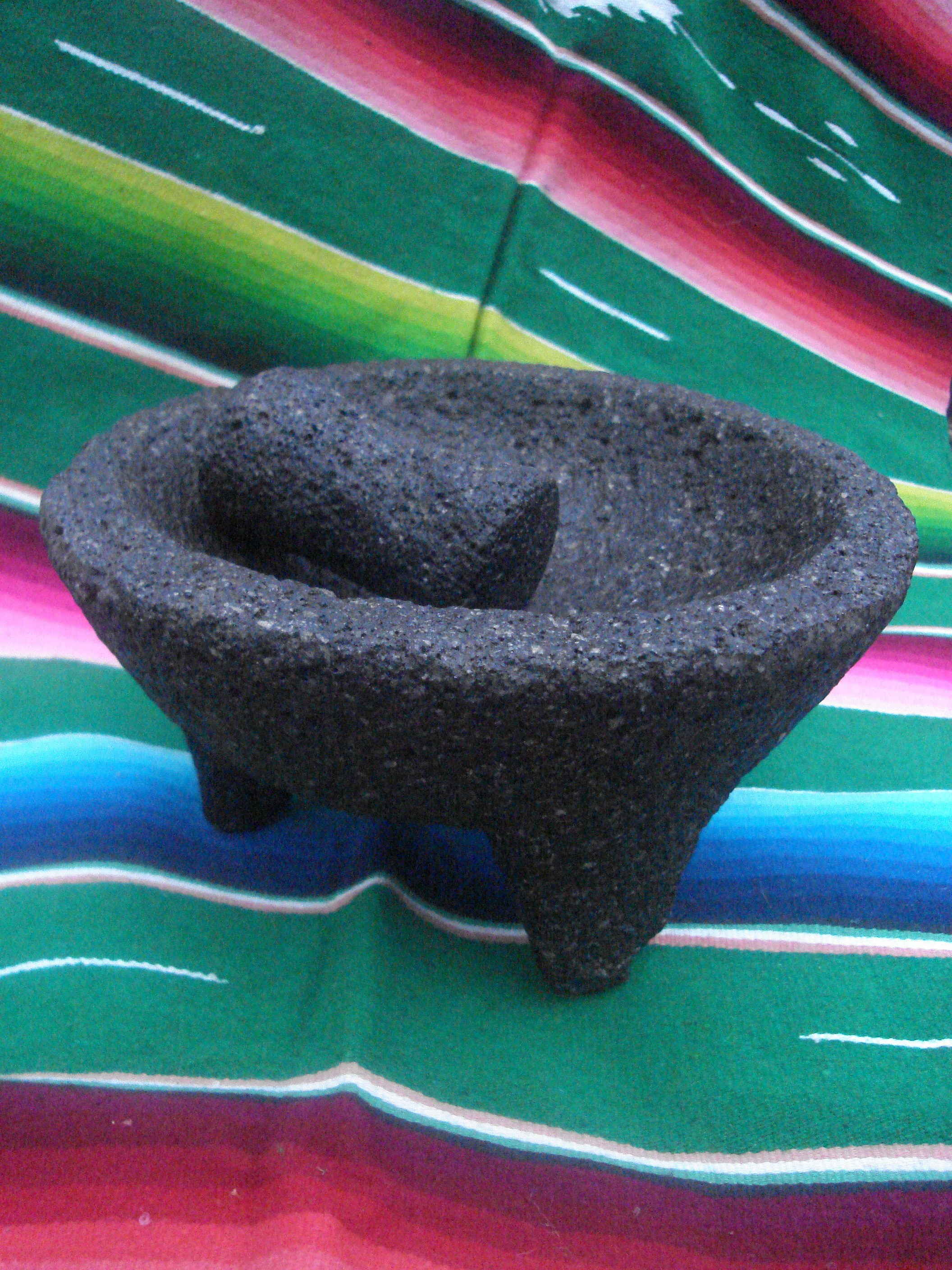
Un molcajete y su tejolote.

El molcajete es un mortero tradicional de Mesoamérica, ampliamente utilizado en la cocina tradicional de México, El Salvador y Guatemala. Se utiliza para triturar o martajar alimentos, como granos, especias y vegetales, destinados a la preparación de salsas y otros platillos. Para moler los ingredientes se utiliza un cilindro de piedra llamado tejolote, temolote o comúnmente referido como piedra de molcajete. El molcajete no se debe de confundir con el metate, que sirve para moler maíz, cacao, mole y otras preparaciones.

## Etimología
Según el Instituto Nacional de Antropología e Historia de México, el término molcajete procede de las palabras náhuatl: mollicaxtli y temolcaxitl, que significan cajete para la salsa o cajete de piedra para el mole. Sin embargo, el Diccionario de la lengua española de la RAE afirma que procede del vocablo mulcazitl, que significa escudilla. Así mismo, el Diccionario del náhuatl en el español de México dice que la palabra molcajete proviene de molcáxitl, de molli, guisado o salsa, y cáxitl, que derivaría en cajete, escudilla.
El término temolote también procede del náhuatl, concretamente de la palabra texolotl, de tetl, que significa piedra, y xólotl, que significa muñeco. Mientras que el Diccionario del náhuatl en el español de México dice que la palabra tejolote, se originó de texólotl, muñón de piedra con que se muele manualmente en el molcáxitl o molcajete.

## Introducción
El conocido mortero es elaborado de piedra principalmente volcánica (específicamente basalto) tallada en forma cóncava, en él se machacan y muelen especias, granos y vegetales en poca cantidad. El origen de la palabra molcajete viene del náhuatl molli (salsa) y caxitl (cajete), mollicaxtli.
Este tipo de mortero ha sido empleado en la elaboración de alimentos desde la época de los egipcios (1550 a. C) y aparece hasta en el antiguo testamento, pero es en Mesoamérica (época prehispánica), donde las diferentes civilizaciones empleaban molcajetes que excavaban en una roca a modo de hueco para poder moler el maíz y otros frutos secos. Muchas de estas depresiones excavadas en roca pueden encontrarse en la actualidad en muchos de los territorios de la República Mexicana.
El Molcajete más grande del Mundo se encuentra en Mascota, Jalisco (México), a 102 km de Puerto Vallarta, Jalisco, y está certificado por Guinness World Records. 

## Características
Principalmente, se elaboran a base de basalto, aunque también los hay elaborados de barro o maderas duras. Actualmente incluso se les encuentra hechos de plástico o cerámicas aunque éstos son más para fines ornamentales, ya que se usan como depósito de salsas picantes y agregados para platillos, como dando a entender que se elaboraron de la forma tradicional. Está compuesto por dos partes talladas de la misma piedra, la primera es la base o molcajete y la segunda es la mano o pilón recibe el nombre de tejolote, temolote (del náhuatl tetl=Piedra y molinia=mover o batir algo, por tanto, temolote es correcto según su etimología, tejolote sería un regionalismo o error) o temachín y se usa como martillo para romper y moler contra el hueco del molcajete.
La piedra con la que están elaborados los molcajetes tiene un origen volcánico.
La mano o pilón recibe el nombre de temolote, tejolote, temachín o "muchacho" y se usa como martillo para romper y moler contra el hueco del molcajete.
A pesar del uso extendido de la licuadora eléctrica y otros instrumentos modernos, el molcajete continúa con preferencia para la elaboración de salsas dentro de la cocina popular y tradicional mexicana, debido a que el sabor y la textura proporcionado por la piedra y técnica de molido es único y muy característico.
La piedra para los metates y molcajetes se extrae, en su mayor parte, de las minas localizadas en San Lucas Evangelista, municipio de Tlajomulco de Zúñiga, Jalisco, México. Su diseño y uso, prácticamente no han variado a lo largo de los siglos.

## Refranes
- Colgarse hasta el molcajete. Se dice en México de la mujer que se adorna con grandes aretes, demasiados collares y pulseras,[12] o del hombre que porta visiblemente muchos ornamentos, aparatos y accesorios electrónicos.

- Sólo el molcajete sabe de los golpes del jolote y del ardor del chile.[13] Se dice en México respecto a qué únicamente la persona que realiza trabajos difíciles, cumple responsabilidades, o pasa por dificultades o problemas, sabe lo que es hacerlos, cumplirlos o vivirlos y resolverlos.

- Como tejolote en molcajete. Se dice en México de las personas que se mueven mucho en el asiento[14] o que son demasiado inquietas.

## Galería de molcajetes

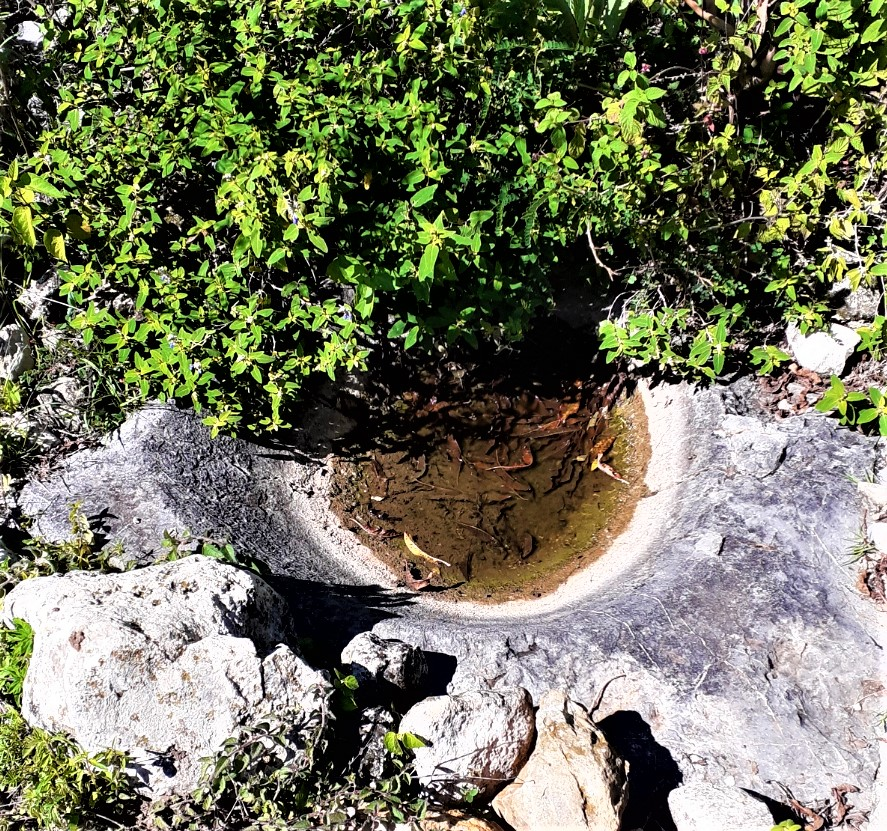
Antiguo molcajete, probablemente prehispánico, hecho y utilizado in situ en una roca, municipio de San Miguel Achiutla, Oaxaca, México.
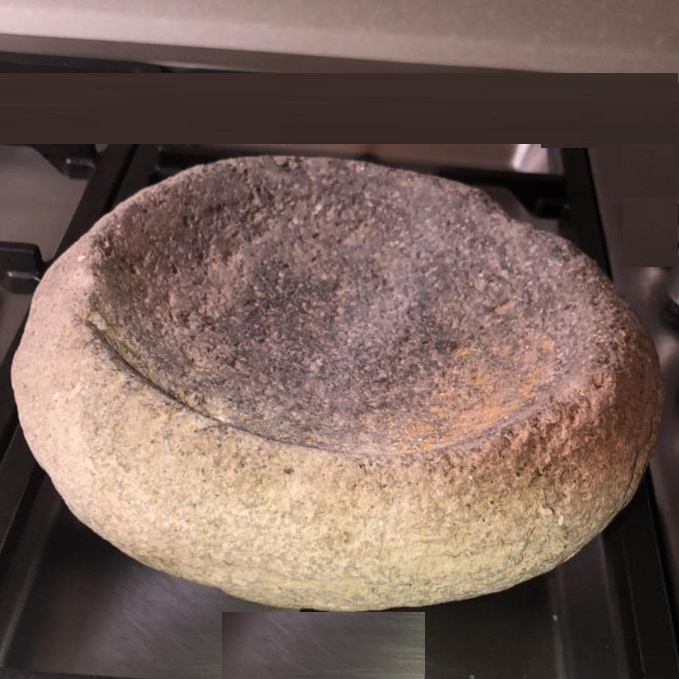
Molcáxitl o molcajete prehispánico encontrado en el municipio de Tezoatlán de Segura y Luna, Oaxaca, México (Colección Salazar)
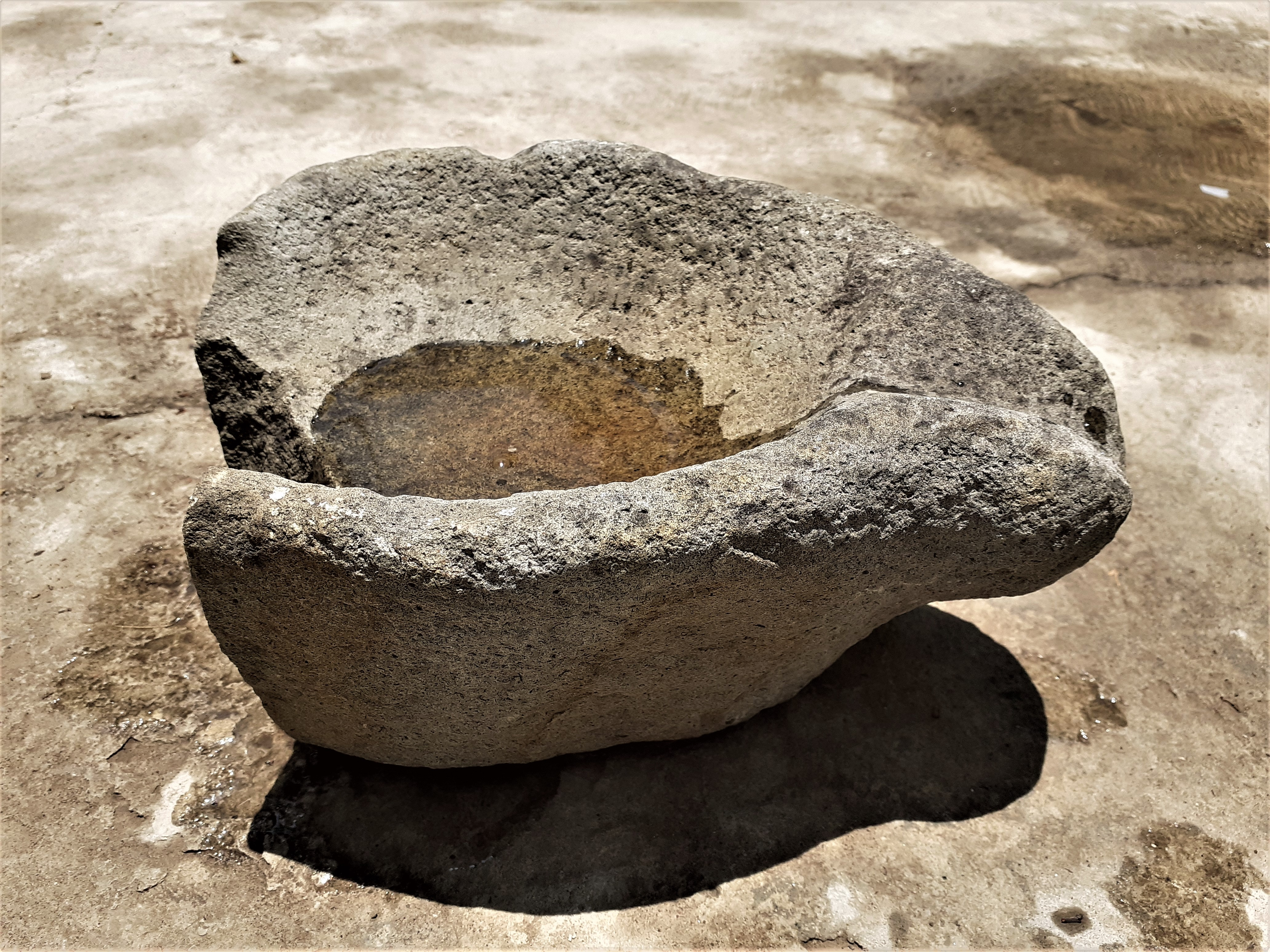
Antiguo molcajete con vertedera (roto) encontrado en San Juan Achiutla, Oaxaca, México.
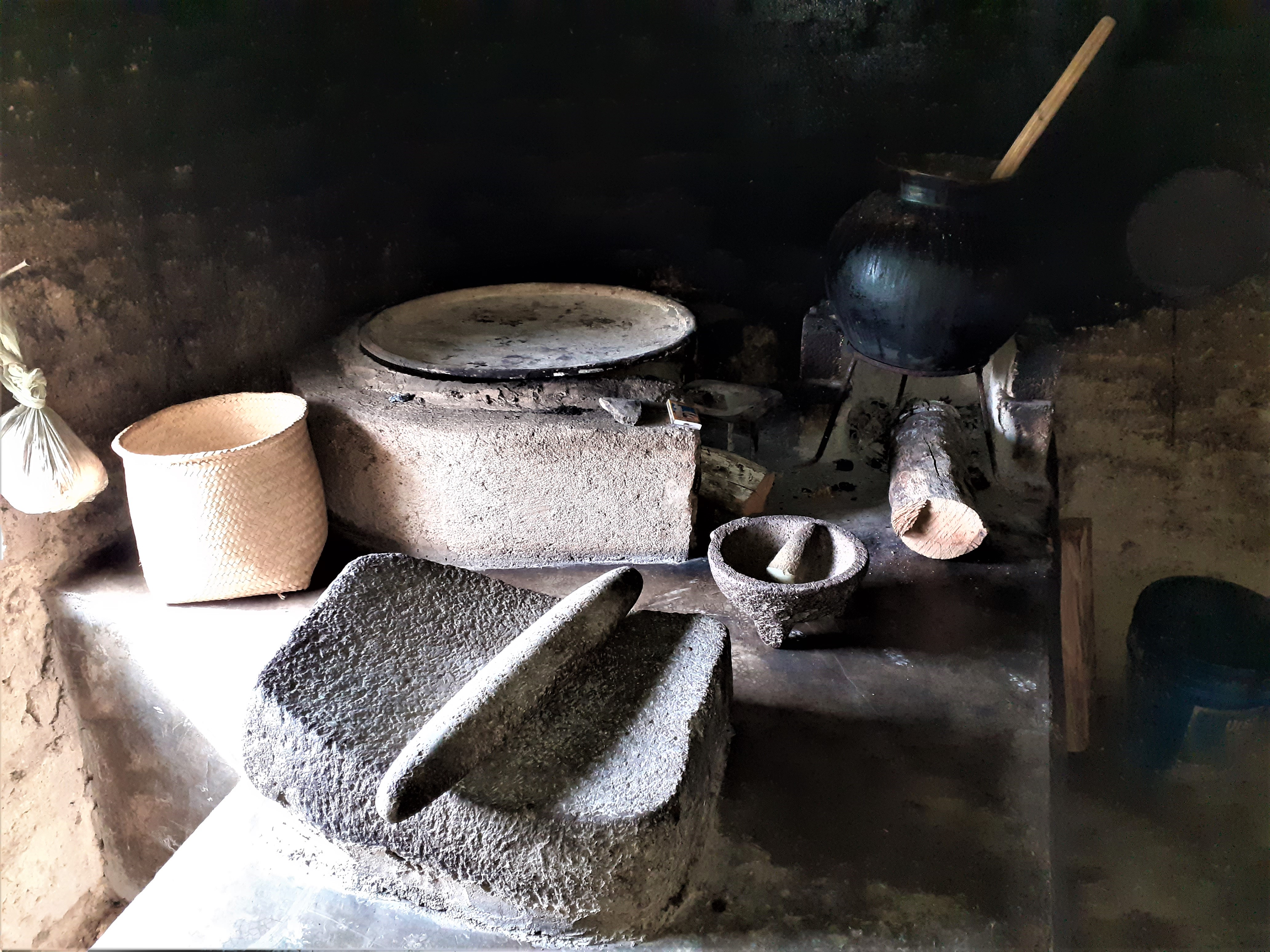
El molcajete, parte de los utensilios tradicionales de la cocina indígena en México, junto con el metate, el comal, las ollas de barro y el fogón. Cocina de María Jiménez, San Juan Achiutla, Oaxaca, México, 2020.
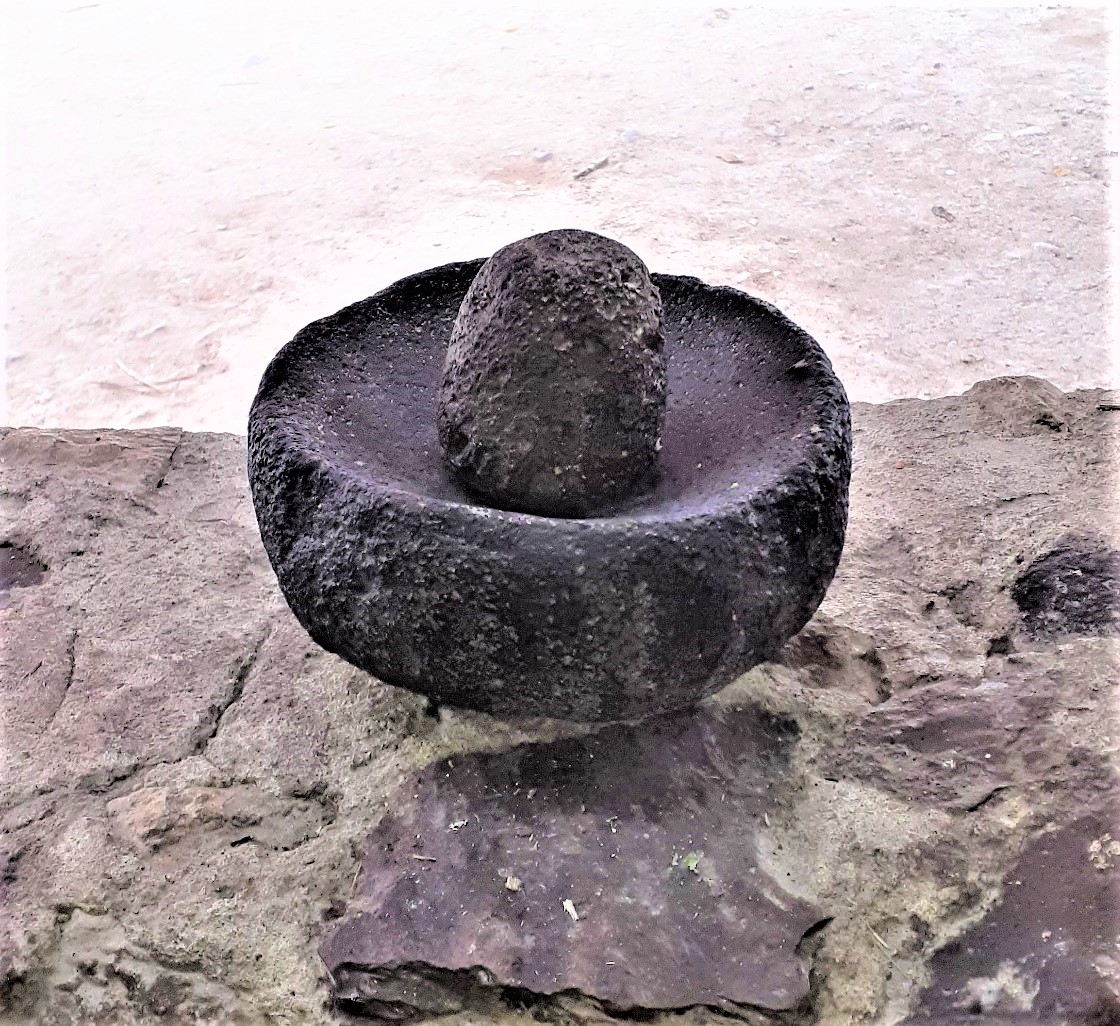
Molcajete contemporáneo, Villa Tejúpam de la Unión, Oaxaca, México, 2022.
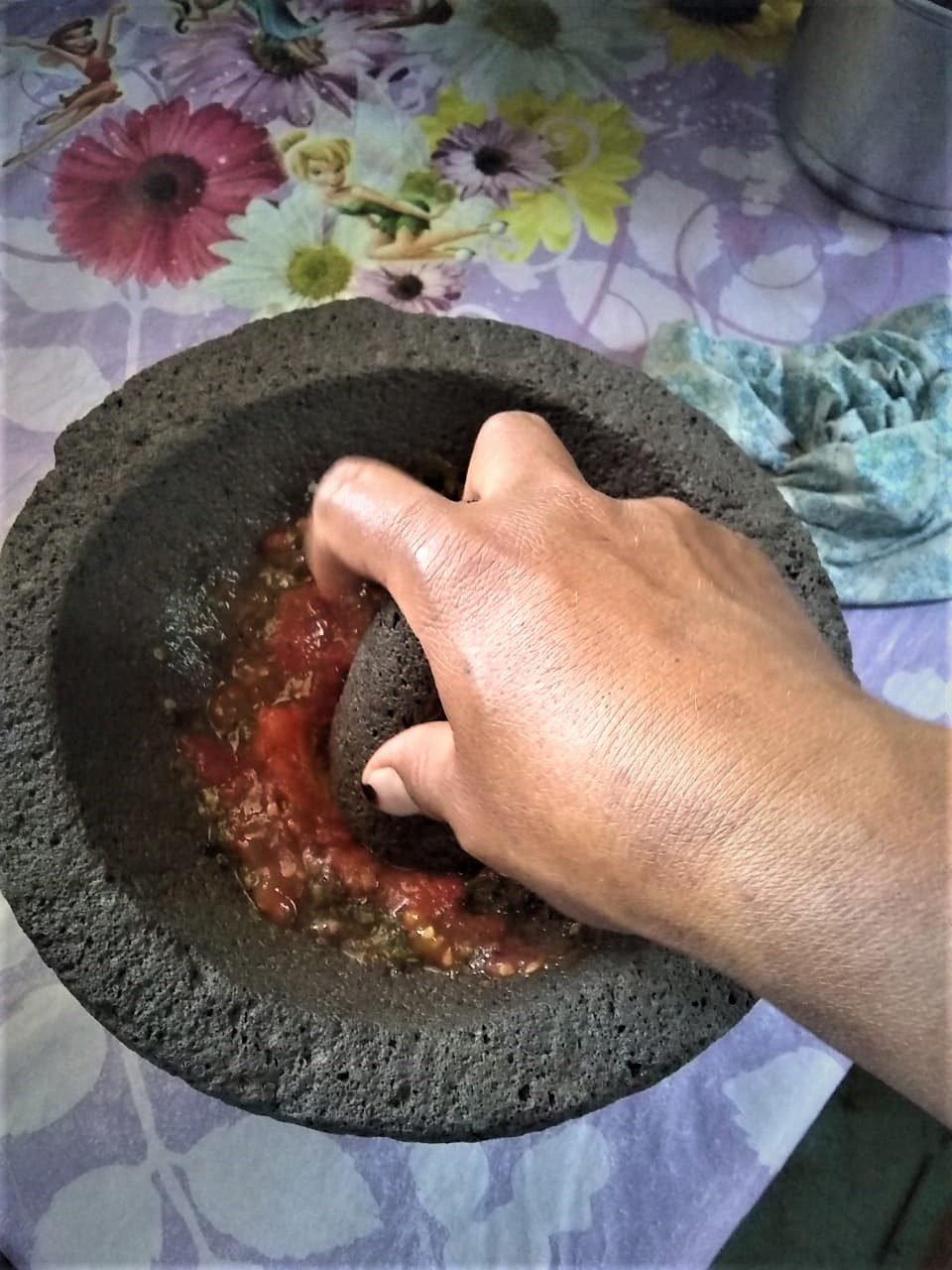
Moliendo en un molcajete. San Juan Achiutla, Oaxaca, México.
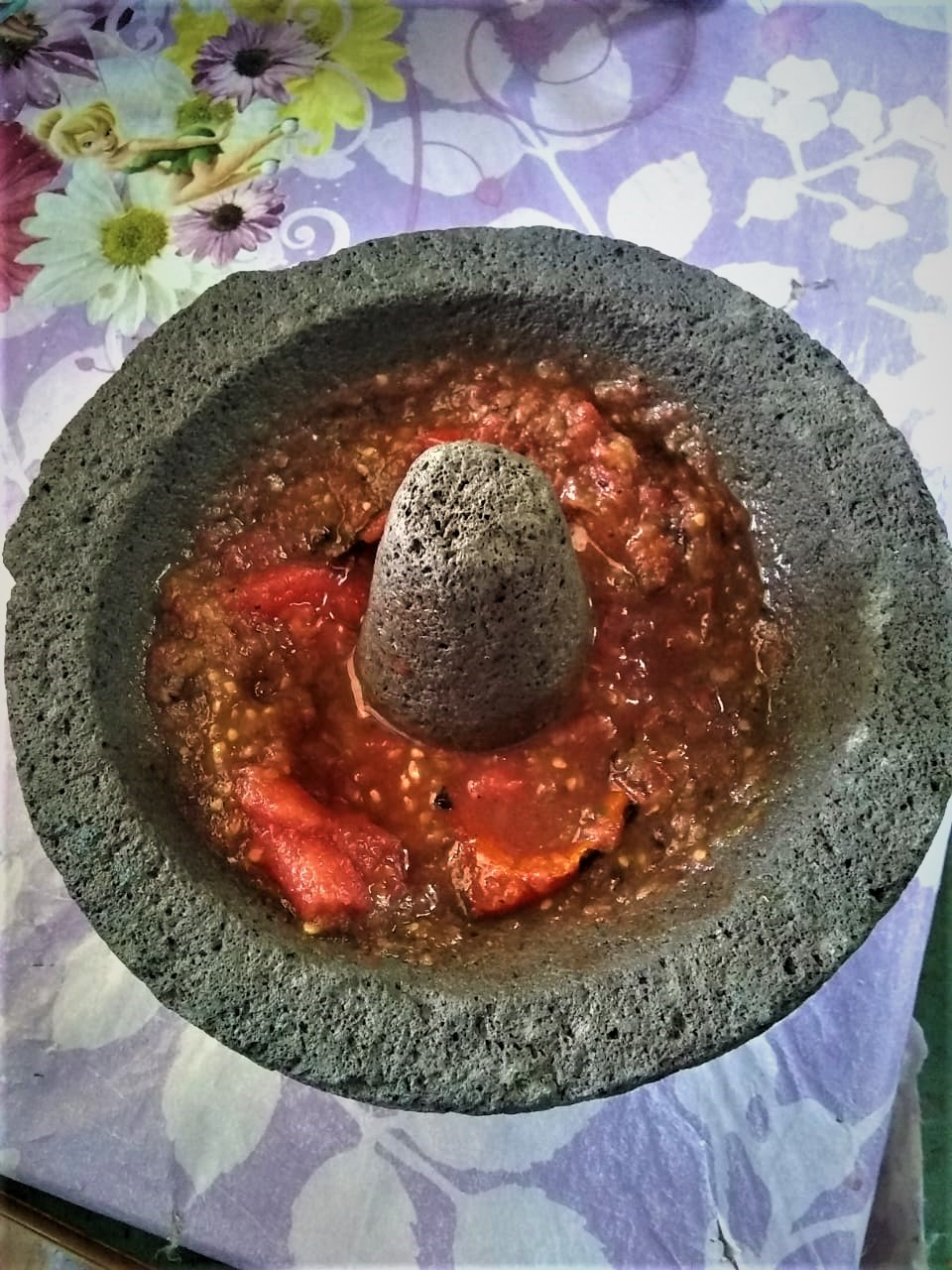
"Salsa de molcajete".San Juan Achiutla, Oaxaca, México.
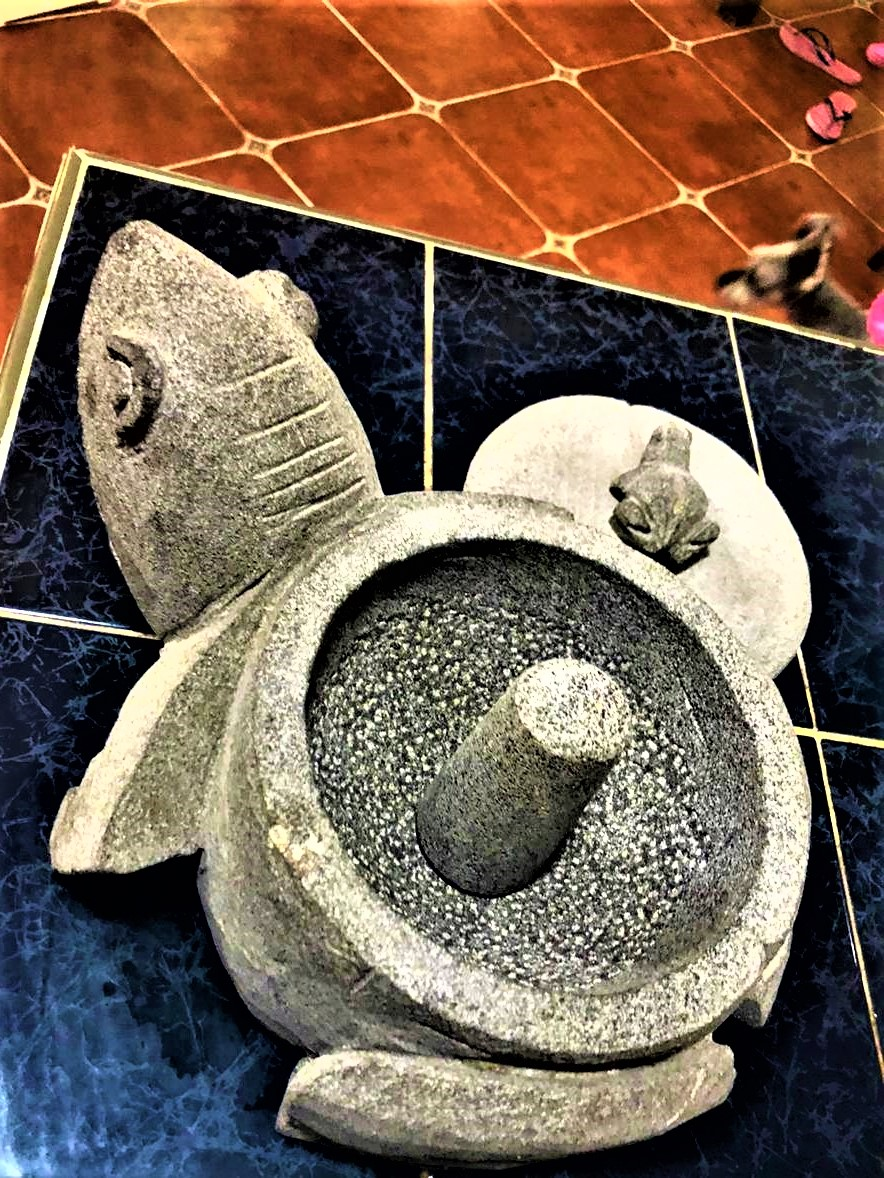
Molcajete en forma de tortuga adquirido en Oaxtepec, Estado de Morelos, México (Colección Salazar)
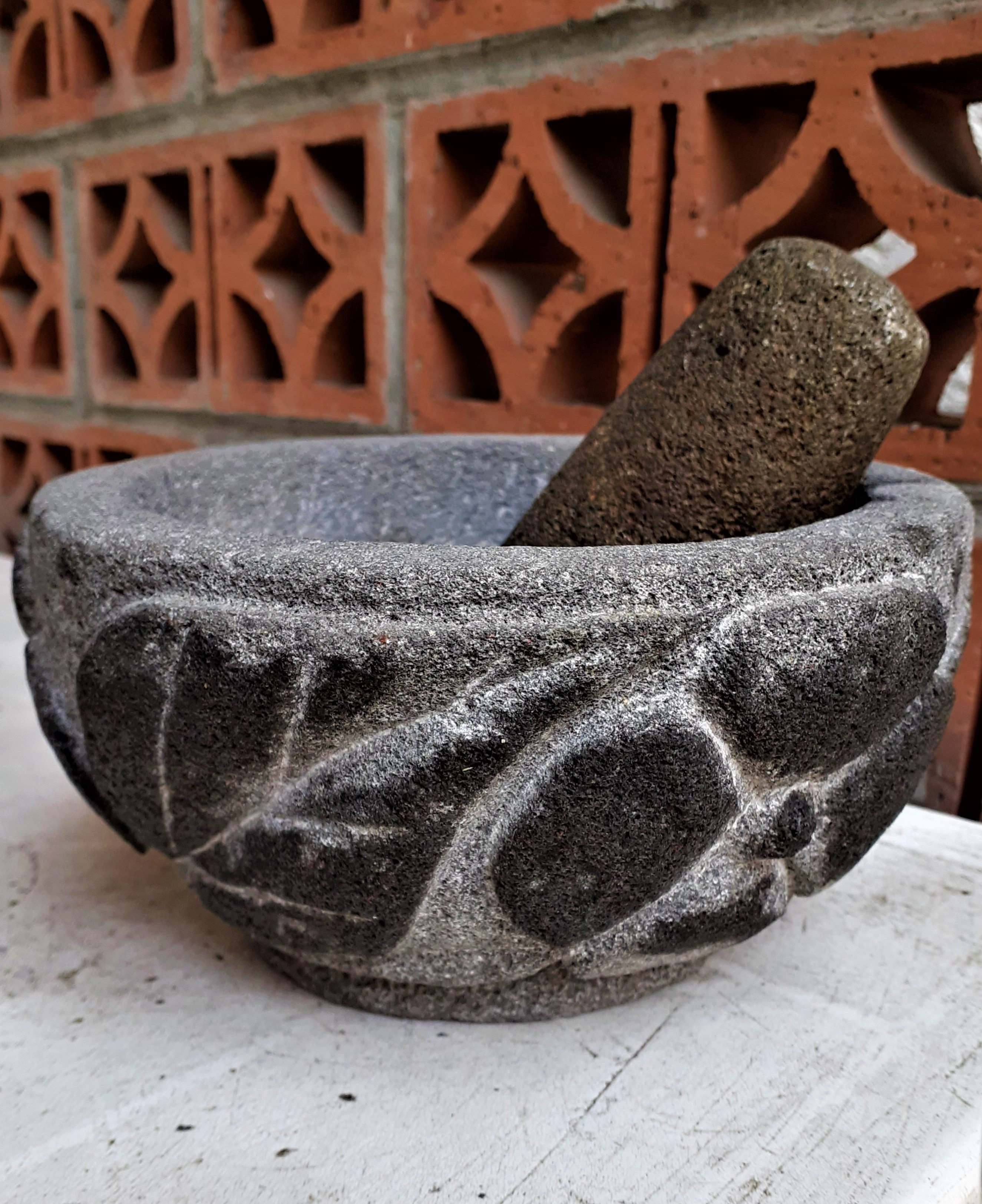
Molcáxitl con tallas florales procedente de San Salvador el Seco, Puebla, México.
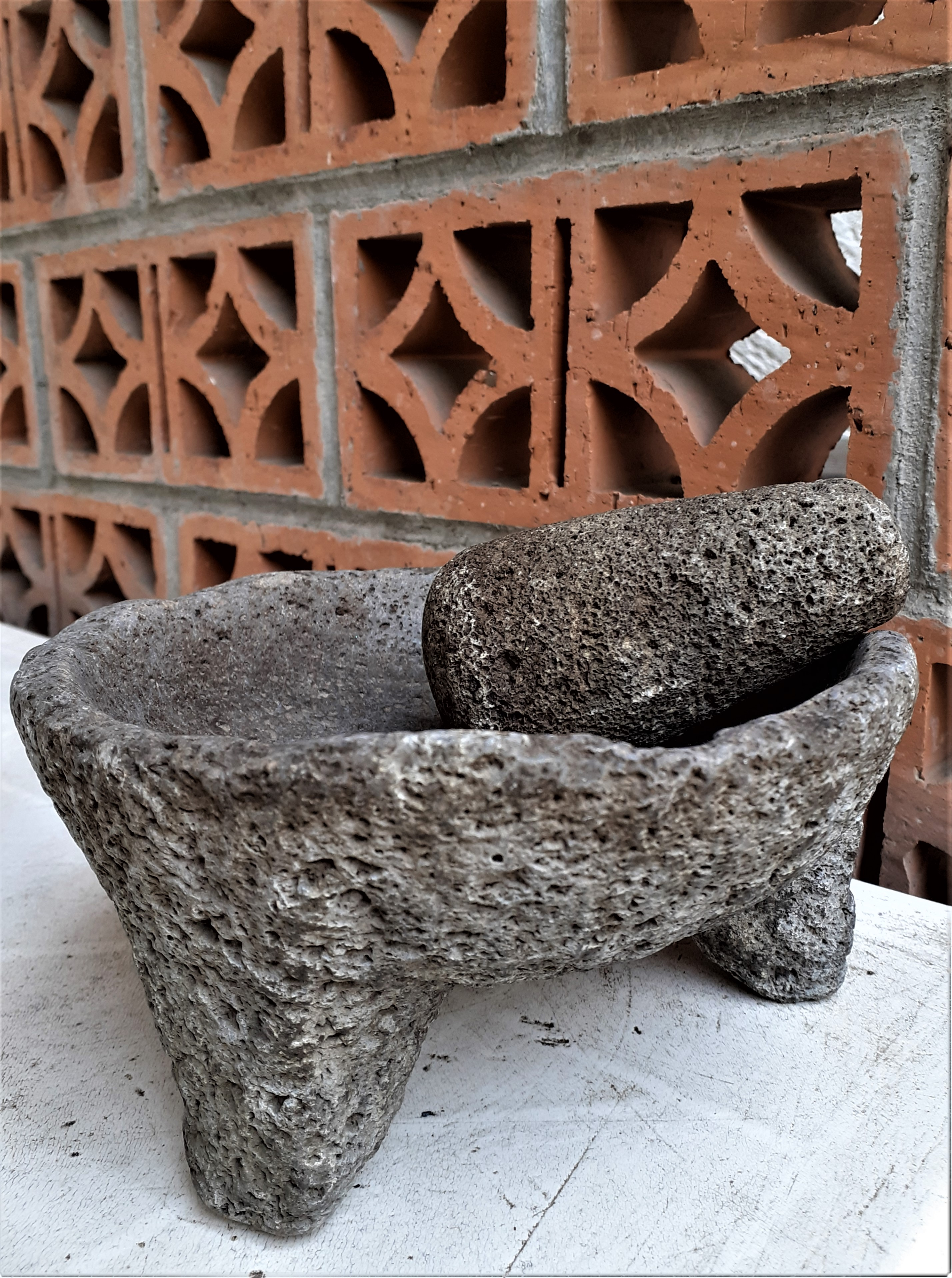
Molcajete trípode muy usado, procedencia desconocida.
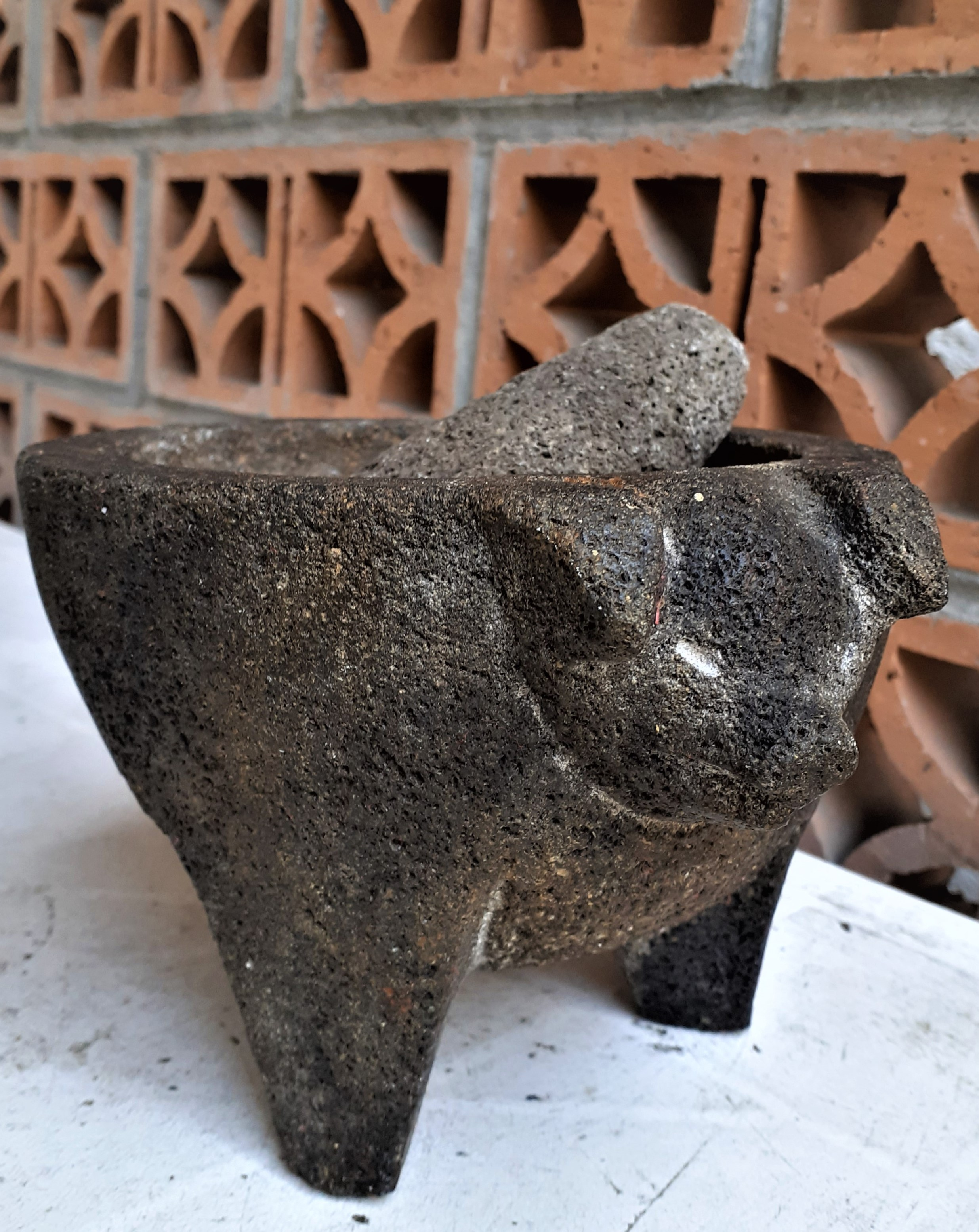
Molcajete trípode con cabeza de cochino (cerdo) procedente de San Salvador el Seco, Puebla, México; modelo muy popular en la taquerías de la Ciudad de México.
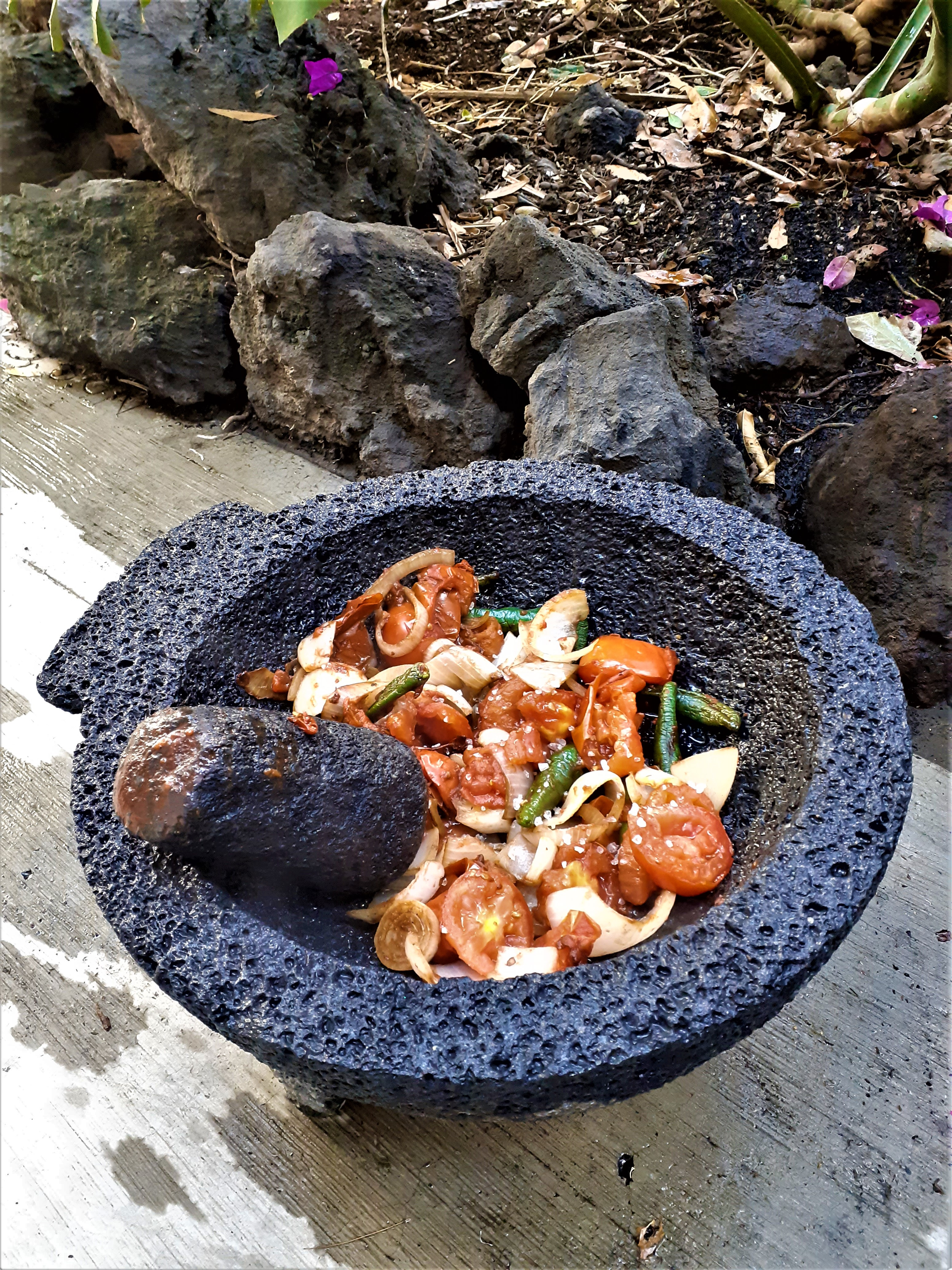
Molienda de salsa picante en molcajete procedente de San Salvador El Seco, Puebla, México.